# Marta Aluchna-Emelianow
Marta Aluchna-Emelianow (ur. 29 marca 1906 w Korolówce k. Włodawy, zm. 26 września 1991 roku w Słupsku) – polska poetka, pracownica oświaty, nauczycielka, bibliotekarka.

## Życiorys
W roku 1923 zdała maturę w gimnazjum im. Klaudyny Potockiej w Pułtusku. Z tego okresu pochodzą jej pierwsze wiersze. Swoje wykształcenie uzupełniła w Wilnie, gdzie ostatecznie złożyła egzamin przed Państwową Komisją Egzaminacyjną i uzyskała uprawnienia pedagogiczne. W 1924 roku rozpoczęła pracę jako nauczycielka w szkole powszechnej i podjęła studia w kierunku filologi polskiej na Wydziale Humanistycznym Uniwersytetu Stefana Batorego w Wilnie. Zetknęła się tam z grupą poetów awangardystów Żagary, pod wpływem której sama podjęła próbę pisania. Jako poetka debiutowała w roku 1929 na łamach wileńskiego almanachu cyklem wierszy Spod Arkad, wydanym wspólnie z innymi poetami należącymi do wileńskiej awangardy.
W roku 1939 została pozbawiona przez władze litewskie pracy w szkole. Dwa lata później przeniosła się wraz z rodziną do Warszawy, gdzie sporadycznie udzielała korepetycji i żyła z handlu. Brała udział w pracy konspiracyjnej i w powstaniu warszawskim. Jeszcze w trakcie jego trwania została zatrzymana przez Niemców. 10 sierpnia 1944 roku wraz z innymi powstańcami została wywieziona na roboty przymusowe do Niemiec (do miejscowości Rangsdorf koło Berlina). Tam zastał ją koniec wojny.
Wróciła do Warszawy, skąd w roku 1946 przeniosła się do Olsztyna, a następnie do Słupska, z którym związała się do końca życia. Pod koniec tego też roku podjęła pracę w słupskim szkolnictwie, początkowo w szkole podstawowej, później w Szkole Ćwiczeń i Liceum Pedagogicznym. Na emeryturę przeszła w 1962, nie zerwała jednak z pracą pedagogiczną, m.in. była kierowniczką czytelni dworcowej przeznaczonej głównie dla młodzieży szkolnej dojeżdżającej do słupskich szkół średnich.
Początkowo poetka nie publikowała swojej twórczości. Pierwsze wiersze po wojnie zaczęły ukazywać się w prasie literackiej dopiero od 1957 roku. Pięć lat później wstąpiła do Związku Literatów Polskich. Publikowała w takich magazynach jak: „Tęcza”, „Twórczość”, „Życie Literackie”, „Nowa Kultura”, „Miesięcznik Literacki” czy „Poezja”, zdobywając liczne wyróżnienia w konkursach poetyckich. Popularność przyniosły jej też tomiki poezji. Za swoją twórczość i zasługi w dziedzinie kultury i oświaty była wielokrotnie nagradzana i odznaczana. Otrzymała m.in. Złoty Krzyż Zasługi (1968) i Krzyż Kawalerski Orderu Odrodzenia Polski (1976).

## Upamiętnienie
W 1997 na frontowej ścianie domu, w którym mieszkała przy ulicy Zamkowej 3 w Słupsku odsłonięto pamiątkową tablicę poświęconą jej pamięci. W 1998 Rada Miejska nadała jej imię jednej z ulic na słupskim Osiedlu Westerplatte. Ponadto w Słupsku od 1996 organizowany jest coroczny, ogólnopolski konkurs literacki jej imienia.

## Życie osobiste
Dwukrotnie wychodziła za mąż. W 1925 wyszła za mąż za Alfreda Kolatora. Z tego związku przyszło na świat jej jedyne dziecko – córka Aldona. Po rozwodzie z pierwszym mężem w 1941 wstąpiła w związek małżeński z Sergiuszem Emelianowem, od tego momentu przyjmuje nazwisko dwuczłonowe Aluchna-Emelianow. Losy wojenne rozdzieliły ją jednak z mężem, z którym nigdy się już nie spotkała.

## Tomiki poezji
- Próba liryki (1961, Wydawnictwo Poznańskie), w ramach almanachu poetyckiego Koszalińskiego Klubu Literackiego[2][1]
- Szukanie kształtu (1962, Spółdzielnia Wydawnicza Czytelnik)[1]
- Popiół i proch (1964, Wydawnictwo Poznańskie)[1]
- Wiem i nie wiem (1968, Wydawnictwo Poznańskie), wybór wierszy[1]
- Świta dzień (1975)
- Wiersze wybrane (1979)
- Tęsknota za jednoznacznością (1989)
- Wiersze publikowane i niepublikowane (1997, wydane pośmiertnie)
- Ludzki świat (niewydany)
- Lustro mej wyobraźni (niewydany)